# Jean de Rieux
Jean ou Antoine de Rieux  (mort en 1594) fut un ligueur célèbre.

## Biographie
Jean de Rieux était le petit-fils d'un maréchal-ferrant de Rethondes.
Quand le château de Pierrefonds tomba aux mains de la Ligue en 1588, celui-ci fut confié par Antoine de Saint-Chamand, capitaine de la Ligue, à Rieux, qui accepta l'emploi sans autres rétribution que la permission de vivre aux dépens des royalistes.
Il forma ainsi une troupe de mercenaires pour razzier les environs. Il s'attribua la noblesse et prit le titre de comte de Pierrefonds.
En mars 1591, Henri IV envoya contre lui le duc d'Épernon qui, par mépris pour un  tel adversaire, négligea les opérations et fut blessé, ce qui l'obligea à lever le siège.
Ce succès porta à son comble l'audace de Rieux : il prit Noyon avec mille hommes. Mais Henri IV l'ayant reprise en août 1591, il s'échappa de nuit et regagna Pierrefonds. 
Le maréchal de Biron l'assiégea à son tour sans succès pendant 15 jours, son artillerie puissante se révélant de piètre effet contre le château.
Nommé par la Ligue gouverneur de Laon, il prépara en 1593 une embuscade contre Henri IV dans la forêt de Compiègne, tentative qui échoua par hasard, un paysan ayant aperçu les préparatifs.
Il fut finalement capturé par la garnison de Compiègne alors qu'il revenait de Paris où il avait assisté aux États généraux de 1593. Jugé comme régicide, il fut pendu à Compiègne en mars 1594.
On a dit de lui qu'il « unissait le courage du soldat, l'habileté du capitaine, la forfanterie du gascon et la cruauté du chef de bandits ».

## Source
- Marie-Nicolas Bouillet  et Alexis Chassang (dir.), « Jean de Rieux » dans Dictionnaire universel d’histoire et de géographie, 1878 (lire sur Wikisource)
- Edmond Caillette de l’Hervilliers, Compiègne, ses forêts, ses alentours. Études et souvenirs historiques et archéologiques, Paris, 1869.